# 原田陽介
原田 陽介（はらだ ようすけ 1976年-）は、日本のCMディレクター、演出、フィルムディレクター。
1976年 静岡県焼津市生まれ。武蔵野美術大学短期大学部デザイン科卒。

## 人物・来歴
開高健、山口瞳らが設立した広告会社サン・アドの演出家としてキャリアを始め、2013年独立。THE OCTOPUS所属。
代表的な作品として、2007年チャットモンチーの楽曲「さらば青春」と「卒業って出会いだ」というメッセージで高校生のリアルな表情を描いたリクルートの「卒おめ」CMや、2012年尾崎豊が生前に個人的な思いや創作のアイデアを書きためていた直筆のキャンパスノートの中身を、肉声と未発表音源で描いたコクヨCampusのCM。2016年リオオリンピック・パラリンピック日本代表4選手の挑戦する気持ち、上を目指し続けるイチローへの尊敬する思いを「イチローが嫌いだ」という台詞で表現するトヨタのCMなど、印象深いものが多い。
「キッコーマン うちのごはん」「キリン一番搾り」「JINS」など嵐のメンバーが出演するCMも多く演出し、2017年には嵐の５大ドームツアー『ARASHI LIVE TOUR 2016-2017 Are You Happy?』の構想段階から最終公演終了後までメンバーに密着した「Documentary Film －アユハピ－」を手掛けている。2019年12月31日から1年2ヶ月にわたり毎月配信されたNetflixオリジナルドキュメンタリーシリーズ「ARASHIʼs Diary -Voyage-」では、嵐５人が2020年12月31日の休止までに掛ける覚悟、揺れ動く想いなど、活動休止の発表以前から、約2年間、嵐の姿を絶えず追い続け、リアルな彼らの姿を描いている。全24話、28カ国語で全世界190カ国に配信されている。

## 出演・掲載
J-WAVE「KIRIN ICHIBAN SHIBORI ONE AND ONLY」(ナビゲーター：ジョン・カビラ)。
ブレーン別冊 そこは表現の学校のような場所でした